# Kanokphol Roongrueangrotchana
Kanokphol Roongrueangrotchana (* 22. August 1994) ist ein thailändischer Fußballspieler.

## Karriere
Kanokphol Roongrueangrotchana stand von 2013 bis 2015 beim TOT SC unter Vertrag. Wo er vorher gespielt hat, ist unbekannt. Der Verein aus thailändischen Hauptstadt Bangkok spielte in der höchsten Liga des Landes, der Thai Premier League. Bis Ende 2015 stand er elfmal für TOT in der ersten Liga auf dem Spielfeld. Ende 2015 musste er mit dem Klub in die zweite Liga absteigen. Seit 2016 ist er vertrags- und vereinslos.